# Принц та жебрак
«Принц та жебрак», або «Принц і злидар» (англ. The Prince and the Pauper) — роман американського письменника Марка Твена. Твір вперше опубліковано 1881 року в Канаді, публікація в США відбулася у 1882 році. Цей роман є першою спробою Твена написання твору в жанрі історичної фантастики.
Події відбувається у 1547 році; автор розповідає історію двох хлопчиків, однакових за зовнішнім виглядом та народжених в один день: Тома Кенті, жебрака, який живе зі своїм батьком-зловмисником та алкоголіком, та принца Англії Едварда VI, сина короля Генріха VIII. Обом випадає нагода пожити в ролях одне одного, але проблемою стає повернутися до колишнього життя.

## Сюжет
Том Кенті — наймолодший син в бідній сім'ї, що мешкає в найбіднішому районі Лондона, завжди прагнув покращити життя, підбадьорений місцевим священником, який навчив його читати й писати. Одного разу, гуляючи біля воріт палацу, він зустрічає Едварда Тюдора, принца Уельського. Сильно хвилюючись, Том наблизився занадто близько, тож його мало не спіймали та не побили Королівські гвардійці. Однак Едвард зупиняє їх і запрошує Тома до свого палацу. Там двоє хлопців знайомляться. Захоплені життям один одного та їхньою дивовижною схожістю, та дізнавшись, що вони навіть народилися в один день, обоє вирішують помінятися тимчасово місцями. Принц ховає предмет, про який читач пізніше дізнається (Велика Англійська печатка), а потім виходить на вулицю; однак, одягненого як Тома, його не впізнають охоронці, та виганяють з палацу. Зрештою, блукаючи вулицями, він знаходить дорогу до будинку Кенті. Там він зазнає жорстокості з боку батька-алкоголіка, від якого йому вдається врятуватися, і зустрічає Майлза Гендона, солдата і дворянина, який повернувся з війни. Попри те, що Майлз не вірить претензіям Едварда на королівські права, він не принижує його і стає його захисником. Тим часом до них доходять новини про те, що король Генріх VIII помер, а Едвард тепер повинен посісти трон.
Том, одягнений як Едвард, намагається впоратися із придворними звичаями та манерами. Його колеги-дворяни та співробітники палацу вважають, що у принца хвороба, яка спричинила втрату пам'яті, та побоюються, що він збожеволіє. Вони неодноразово запитують його про зниклу Велику Англійську печатку, але він про це нічого не знає. Однак, коли Тома просять брати участь у судах, то спостереження за його глуздом засвідчують, що його розум здоровий.
Коли Едвард на власному досвіді переживає жорстоке життя у злиднях, він усвідомлює сувору класову нерівність Англії. Зокрема, він бачить каральний характер англійської судової системи, що не запобігає злочинам, а розправляється за вже здійснене. Він усвідомлює, що обвинувачених засуджують за хибними доказами та таврують або вішають за дрібні правопорушення. Принц клянеться, що коли він займе трон, то царюватиме з милосердям. Коли Едвард заявляє банді злодіїв про своє королівське походження та намір покласти край несправедливим законам, вони припускають, що той божевільний, і не шкодять йому.
Після серії пригод, включаючи перебування у в'язниці, Том збирається коронувати Едварда. Дворяни вражені їхньою схожістю та відмовляються вірити, що Едвард є законним королем, який носить одяг Тома, поки він не пред'явить Велику печатку Англії, яку той сховав перед виходом з палацу.
Довівши хто є хто, Едвард і Том повертаються до своїх початкових становищ. Едвард коронується королем Англії Едвардом VI. Майлз винагороджується званням графа та правом сім'ї сидіти в присутності короля. На знак подяки за підтримку нового короля в сходженні на трон, Едвард називає Тома «Королівським підопічним», — це привілейована посада, яку він обіймає до кінця свого життя.
Кінцівка пояснює, що хоч Едвард і помер у віці 15 років, він царював милосердно завдяки пережитому, тоді як Том дожив до дуже похилого віку.

## Тематика
Роман «Принц та жебрак» написаний для дітей, та водночас є критикою соціальної нерівності та засудження інших за їх зовнішністю. Твен писав про книгу: «Моя ідея полягає в тому, щоб усвідомити надзвичайну суворість законів того часу, накладаючи деякі покарання на самого короля і даючи йому можливість побачити, як решта з них ставляться до інших…»

## Історія написання
Повернувшись із другого європейського туру, який ліг в основу «Бродяг за кордоном» (1880), Твен багато читав про англійську та французьку історію. Спочатку книга була задумана як вистава, в якій дія відбувалась у вікторіанській Англії. Він написав «Принц та жебрак», коли вже розпочав роботу над «Пригодами Гекльберрі Фінна» .
«Історія хлопчика для биття», спочатку замислювалась як частина «Принца та жебрака», була опублікована в Гартфорді 4 липня 1880 року.
Зрештою, «Принц та жебрак» був виданий із підписом Джеймса Р. Осгуда з Бостона, з ілюстраціями Френка Теєра Меррілла та Джона Гарлі.
Книга присвячена дочкам Твена, Сьюзі та Кларі Клеменс, і має підзаголовок «Казка для молоді всіх часів».

## Переклади та видання українською мовою
- Марк Твен. Принц і злидар : повість для молоді / Марк Твейн ; [переклад з англійської М. Рябової]. — Вінніпеґ : Тризуб, 1959. — 189 с.
- Марк Твен. Принц і злидар : повість [пер. з англ. М. Рябової; малюнки А. Рєзниченка]. — Київ : Веселка, 1968. — 220 с.
- Марк Твен. Принц і злидар : повість / Марк Твен ; [переклад з англійської Юрій Лісняк]. — Київ : Махаон-Україна, 2006. — 256 с. — ISBN 966-605-632-1#5-18-000911-1.
- Марк Твен. Принц та жебрак/ Марк Твен ; [переклад з англійської І. Базилянська]. — Харків : Школа, 2010. — 560 с. — ISBN 978-8114-97-3.